# .dk
.dk — национальный домен верхнего уровня для Дании. Регистратором является датская государственная компания DK Hostmaster. В доменных именах .dk разрешены символы æ, ø, å, ö, ä, ü, é и ẞ.

## История
Датой введения национального домена считается 14 июля 1987 года. Он был создан в Сетевом информационном центре ARPA Стэнфордского университета. Первыми зарегистрированными адресами стали домены dkuug.dk, diku.dk, bk.dk, ibt.dk, ifad.dk, lego.dk, mainz.dk и nordita.dk.

## Домены
| Суффикс | Регламентированные пользователи                                           |
| .ac.dk  | Научно-исследовательские учреждения, колледжи, университеты или институты |
| .co.dk  | Коммерческие учреждения, корпорации                                       |
| .gov.dk | Государственные и правительственные учреждения                            |
| .id.dk  | Частные лица                                                              |
| .in.dk  | Частные лица                                                              |
| .pp.dk  | Частные лица                                                              |
| .pro.dk | Профессиональные организации                                              |